# Sponsors Peak
Der Sponsors Peak ist ein über 1600 m hoher Berg im ostantarktischen Viktorialand. In der Cruzen Range ragt er an der Westseite der Mündung des Oberen Victoria-Gletschers auf.
Teilnehmer einer von 1958 bis 1959 durchgeführten Kampagne im Rahmen der neuseeländischen Victoria University’s Antarctic Expeditions benannten ihn zu Ehren der Sponsoren dieser Forschungsreisen.